# Plataforma para a Mudança, Unidade e Democracia
Plataforma para a Mudança, Unidade e Democracia (em francês:  Socle pour le Changement, l'Unité et la Démocratie, abreviada como SCUD) é um grupo rebelde do Chade que foi formado em outubro de 2005 por ex-membros das Forças Armadas do Chade que desertaram e uniram-se sob fundadores e líderes Yaya Dillo Djérou e seu irmão. O objetivo principal do grupo é derrubar o governo do presidente chadiano Idriss Déby.  O grupo, liderado por membros do próprio clã de Deby (os Zaghawa), possuía bases no leste do Chade e na região de Darfur, no Sudão. Em 18 de dezembro de 2005, o SCUD, junto com membros do grupo rebelde Agrupamento para a Democracia e a Liberdade (RDL), atacou as tropas chadianas estacionadas na cidade de Adré.